# Урытва
Урытва (укр. Уритва) — село в Козовской поселковой общине Тернопольского района Тернопольской области Украины.
До 2020 года входило в Козовский район.
Код КОАТУУ — 6123086103. Население по переписи 2001 года составляло 221 человек.

## Географическое положение
Село Урытва находится в 4-х км от левого берега реки Стрыпа,
на расстоянии в 1,5 км от села Олесино.
По селу протекает пересыхающий ручей.

## История
- Село возникло в начале XX века.

## Объекты социальной сферы
- Клуб.
- Фельдшерско-акушерский пункт.